# Mesanthura miersi
Mesanthura miersi is een pissebed uit de familie Anthuridae. De wetenschappelijke naam van de soort is voor het eerst geldig gepubliceerd in 1885 door Haswell.